# Erannis nigricaria
Erannis nigricaria là một loài bướm đêm trong họ Geometridae.